# Acrolito

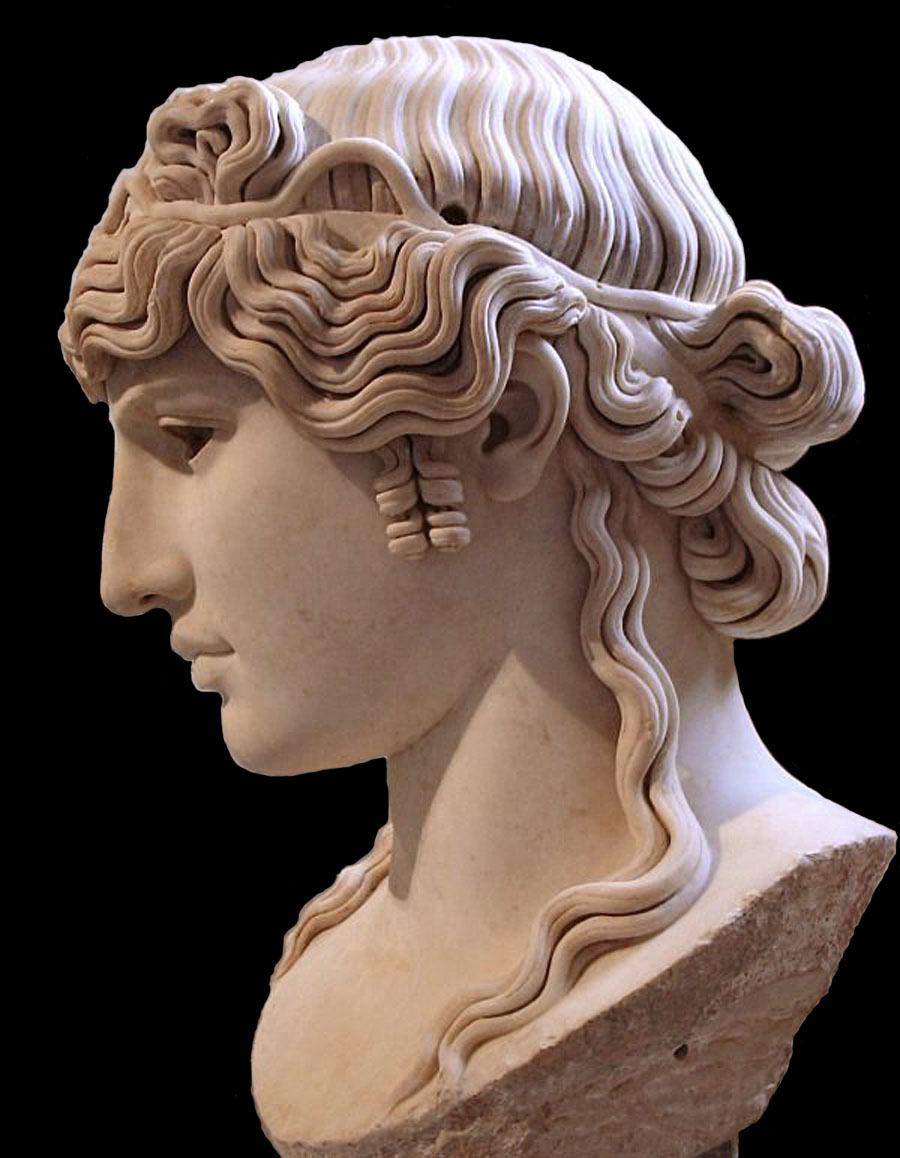
El busto de Antinoo Mondragone, acrolito una imagen de culto de Antinoo deificado.

En la antigüedad, un acrolito (en griego: ἀκρόλιθος / akrolithos) fue una estatua cuyo torso era de madera y las extremidades (cabeza, manos y pies) de mármol.
La madera estaba oculta por el dorado o, más comúnmente, por una vestidura, dejando las partes elaboradas de forma aislada de mármol a la vista. Las esculturas criselefantinas eran similares aunque normalmente de mayor tamaño, utilizando el marfil en lugar de mármol, y por lo general estaban cubiertas de oro en el cuerpo.
El acrolito fue mencionado con frecuencia por Pausanias, y el ejemplo más conocido es el de Atenea Areia en Platea. Eran esculturas, normalmente utilizadas para su culto como deidades. 

## Ejemplos de esculturas
- Atenea Areia de Platea
- Coloso de Constantino
- Antinoo Mondragone